# SN 2002gk
SN 2002gk – supernowa typu Ia odkryta 7 maja 2002 roku w galaktyce A153707+0936. W momencie odkrycia miała maksymalną jasność 21,30m.